# Bener Pepanyi
Bener Pepanyi is een bestuurslaag in het regentschap Bener Meriah van de provincie Atjeh, Indonesië. Bener Pepanyi telt 951 inwoners (volkstelling 2010).